# Альбитуй
Альбитуй — село в Красночикойском районе Забайкальского края России. Административный центр сельского поселения «Альбитуйское».

## География
Село находится в западной части района, на левом берегу реки Нижний Шергольджин (приток реки Чикой), на расстоянии примерно 42 километров (по прямой) к юго-западу от села Красный Чикой. Абсолютная высота — 763 метра над уровнем моря.
Климат
Климат характеризуется как резко континентальный. Средняя температура самого тёплого месяца (июля) составляет 14 — 16 °С (абсолютный максимум — 36 °С). Средняя температура самого холодного месяца (января) — −22 — −26 °С (абсолютный минимум — −53 °С). Годовое количество осадков — 350—500 мм.
Часовой пояс
Село Альбитуй находится в часовой зоне МСК+6. Смещение применяемого времени относительно UTC составляет +9:00.

## История
Основано в 1798 году семейскими.

## Население
| 1926 | 2002 | 2010 | 2021 |
| ---- | ---- | ---- | ---- |
| 837  | ↘386 | ↘350 | ↘279 |

Половой состав
По данным Всероссийской переписи населения 2010 года в гендерной структуре населения мужчины составляли 51,4 %, женщины — соответственно 48,6 %.
Национальный состав
Согласно результатам переписи 2002 года, в национальной структуре населения русские составляли 100 % из 386 чел.

## Инфраструктура
В селе функционируют средняя общеобразовательная школа, дом культуры, библиотека, участковая амбулатория, отделение Сбербанка России и отделение связи.

## Улицы
Уличная сеть села состоит из шести улиц.

## Археология
В 1,5 километрах к юго-востоку от села расположен сакрально-погребальный комплекс Альбитуйский керексур.